# باش گونی‌پایه
باش گونی‌پایه (به لاتین: Baş Günəypəyə، به ارمنی: Բաշ Գյունեյփայա) یک منطقه مسکونی در جمهوری آذربایجان است که در شهرستان آق‌دام واقع شده است.